# Telerecord
La Telerecord è stata una casa discografica italiana, attiva negli anni '60.

## Storia
Fu fondata dal cantante Natalino Otto in un periodo della sua carriera, i primi anni 1960, in cui voleva ampliare le sue attività nel mondo musicale italiano.
Tra i cantanti che incisero per la Telerecord, oltre allo stesso Natalino Otto, i più noti furono Luciano Tajoli, Mario Tessuto, Tony Dallara ed Enrico Maria Papes, quest'ultimo batterista dei Giganti.
Dopo la morte di Otto, l'etichetta continuò per qualche tempo l'attività per poi chiudere agli inizi degli anni 1970.

## Dischi
La datazione qui riportata si basa sull'etichetta del disco o sulla copertina; qualora nessuno di questi elementi abbia una datazione, è basata sulla numerazione del catalogo; talora è, infine, basata sul codice della matrice di stampa. Se esistenti, sono riportati, oltre all'anno, il mese e il giorno (quest'ultimo dato si trova, a volte, stampato sul vinile).

### 33 giri
| Numero di catalogo | Anno | Interprete                             | Titoli                  |
| ------------------ | ---- | -------------------------------------- | ----------------------- |
| TLC LP 8881        | 1964 | I Gentlemen                            | Ballate con i Gentlemen |
| TLC LP 8884        | 1964 | Tony Daina fisarmonica solista e ritmi | Tony Daina              |
| TLC LP 8888        | 1970 | Luciano Tajoli                         | Luciano Tajoli 4        |
| TLC LP 8890        | 1970 | Pierfilippi                            | Reminiscenze            |

### 45 giri
| Numero di catalogo | Anno             | Interprete                             | Titoli                                                                               |
| ------------------ | ---------------- | -------------------------------------- | ------------------------------------------------------------------------------------ |
| TLC SP 601         | 1960             | Natalino Otto e I Gentlemen            | Mi devi credere/Firmami un assegno                                                   |
| TLC SP 602         | 1960             | Natalino Otto e I Gentlemen            | Sucu-Sucu/Non piango per te                                                          |
| TLC SP 603         | 1960             | Natalino Otto e I Gentlemen            | Non ti posso dar che baci/Se non ti conoscessi                                       |
| TLC SP 604         | 24 novembre 1960 | Lida Zani e I Gentlemen                | Graffiami con gli occhi/Veleno biondo                                                |
| TLC SP 605         | 24 novembre 1960 | I Gentlemen                            | Moritat/Moonlight in Vermont                                                         |
| TLC SP 606         | 24 novembre 1960 | I Gentlemen                            | Theme from "The Apartment" (Notte d'amor)/Lonely room (Stanza solitaria)             |
| TLC SP 607         | 1960             | I Gentlemen                            | Joseph! Joseph!/I'll see you in my dreams (In sogno ti vedrò)                        |
| TLC SP 608         | 1960             | I Gentlemen                            | Bei mir bist du schön(Per te vivrò) / Madonna, du bist schoener als der sonnenschein |
| TLC SP 609         | 1961             | Lida Zani e I Gentlemen                | Tu non mi vuoi/Ti voglio subito                                                      |
| TLC SP 611         | 1961             | Natalino Otto e I Gentlemen            | Bonjour Carlotta/Tu, lei, lui                                                        |
| TLC SP 613         | 10 febbraio 1961 | Natalino Otto e I Gentlemen            | Signorina (se permette l'accompagno)/Ubriacarmi d'amore                              |
| TLC SP 614         | 10 febbraio 1961 | Natalino Otto e I Gentlemen            | Lungo il viale (ripassando la lezione)/Corteggiatissima                              |
| TLC SP 615         | 1961             | Natalino Otto e I Gentlemen            | Carolina, dai.../Fremito                                                             |
| TLC SP 616         | 2 marzo 1961     | I Gentlemen                            | Perfidia/Blue skies                                                                  |
| TLC SP 617         | 2 marzo 1961     | I Gentlemen                            | Exodus (The exodus song)/I know why (Serenata a Vallechiara)                         |
| TLC SP 619         | 1961             | Lida Zani                              | Sul pavè/Un tango cha cha cha                                                        |
| TLC SP 620         | 1961             | Gino Prandi                            | La gente ci guarda/La tua voce                                                       |
| TLC SP 621         | 14 aprile 1961   | I Gentlemen e I Seven Eight            | E' inevitabile/Crepuscolo                                                            |
| TLC SP 622         | 2 novembre 1961  | Natalino Otto e I Gentlemen            | Sogno ancor.... /Firmami un assegno                                                  |
| TLC SP 623         | 2 marzo 1961     | I Gentlemen                            | Confessin' (that I love you)/I can't give you anything but love                      |
| TLC SP 624         | 1961             | I Gentlemen                            | I love you (Io l'amo)/The Dipsy Doodle (Ossessione)                                  |
| TLC SP 625         | 16 novembre 1961 | Los Chachaqueros                       | Amado mio/La Paloma                                                                  |
| TLC SP 626         | 16 novembre 1961 | Los Chachaqueros                       | Verde luna/Se que estas mintiendo (Sapevi di mentire)                                |
| TLC SP 627         | 10 dicembre 1961 | I Gentlemen                            | Harlem Nocturne/Deep Purple                                                          |
| TLC SP 628         | 10 dicembre 1961 | I Gentlemen                            | Stormy Weather/Mister Paganini                                                       |
| TLC SP 629         | 1963             | Natalino Otto e I Seven Eight          | Autumn in London/Sono al bar                                                         |
| TLC SP 631         | 1963             | Gino Prandi                            | Baby Doll Twist/Quel bigliettino blu                                                 |
| TLC SP 632         | 26 gennaio 1963  | Natalino Otto e I Gentlemen            | T'aspetto a San Remo/Mi devi credere                                                 |
| TLC SP 638         | 1964             | Natalino Otto                          | Maddaenn-a/O pescou                                                                  |
| TLC SP 642         | 28 ottobre 1964  | Flo Sandon's e i Seven Eight           | White Christmas/Notte di Natale                                                      |
| TLC SP 643         | 1964             | Beppe Moraschi                         | Stille Nacht/Tu scendi dalle stelle                                                  |
| TLC SP 648         | 15 marzo 1965    | Renata Grechi                          | Non recitare/Pensando alla felicità                                                  |
| TLC SP 649         | 5 aprile 1965    | Trio Universal                         | A partia a-e bocce/Reuza rossa                                                       |
| TLC SP 650         | 5 aprile 1965    | Trio Universal                         | Fontann-a bella/Quarto a-o mà                                                        |
| TLC SP 651         | 1965             | Natalino Otto                          | Ma a mi o me piaxe/Baexinn-a                                                         |
| TLC SP 652         | 1965             | Natalino Otto                          | Me son innamou de ti/Texo                                                            |
| TLC CL 501         | 1966             | The Leaders                            | Lonely/In the silence                                                                |
| TLC CL 503         | 1967             | I Sagittari                            | Giorni difficili/Non ne parliamo più                                                 |
| TLC CL 504         | 1967             | I Sagittari                            | Tu più lui/La vita va                                                                |
| TLC CL 505         | 1968             | I Sagittari                            | D'amore non si può morire/Ricordo di un uomo                                         |
| TLC NP 505         | 1968             | I Sagittari                            | D'amore non si può morire/L'abbaglio                                                 |
| TLC NP 506         | 1968             | Enrico Maria Papes                     | La coscienza/Capita spesso                                                           |
| TLC NP 507         | 1968             | I Satelliti                            | Guardo il cielo/Bambina mia                                                          |
| TLC NP 508         | 1968             | Giuliano Selva                         | Niente/200.000 anni luce                                                             |
| TLC NP 509         | 1968             | I Sagittari                            | Serenata del batterista/Se vi dicessi                                                |
| TLC NP 510         | 1969             | Enrico Maria Papes                     | La filibusta/John Brown e Alice                                                      |
| TLC NP 511         | 1969             | Angela Bini                            | La grande paura/La prima pagina d'amore                                              |
| TLC NP 512         | 1969             | I Sagittari                            | Vacanze a Pesaro/Sulla spiaggia di Pesaro                                            |
| TLC NP 515         | 1970             | Luciano Tajoli                         | Sole, pioggia e vento/Stasera                                                        |
| TLC NP 517         | 1970             | Luciano Tajoli                         | Reginella campagnola/Piccola vagabonda                                               |
| TLC NP 518         | 1970             | Angela Bini                            | Tu felicità/L'alba                                                                   |
| TLC NP 519         | 1970             | Giorgio Israel                         | Parlando dell'anima/Tartaruga                                                        |
| TLC NP 520         | 1970             | Piergiorgio Farina                     | La casa dell'amore/Fiori blu fiori                                                   |
| TLC NP 521         | 1970             | I Sagittari                            | Io ne morirei/Buongiorno amore                                                       |
| TLC NP 524         | 1971             | Mario Tessuto                          | Se torna lei/Innamorata di me                                                        |
| TLC NP 1972        | 1972             | Tony Dallara                           | Mister amore/Viva gli sposi                                                          |
|                    |                  |                                        |                                                                                      |
| SPP 001            | 10 novembre 1962 | Tony Daina fisarmonica solista e ritmi | Tesoro mio/Piroletta                                                                 |
| SPP 002            | 10 novembre 1962 | Tony Daina fisarmonica solista e ritmi | Burrasca/Ellina                                                                      |
| SPP 003            | 10 novembre 1962 | Tony Daina fisarmonica solista e ritmi | Valzer di mezzanotte/Celebre mazurca variata                                         |
| SPP 004            | 10 novembre 1962 | Tony Daina fisarmonica solista e ritmi | Speranze perdute/Arriva il tram                                                      |
| SPP 005            | 10 novembre 1962 | Tony Daina fisarmonica solista e ritmi | Rosamunda/Le farfalle                                                                |
| SPP 006            | 1 febbraio 1963  | Tony Daina fisarmonica solista e ritmi | Dolores/Spiritosa                                                                    |
| SPP 007            | 1963             | Tony Daina fisarmonica solista e ritmi | La Cesarina/I pattinatori                                                            |
| SPP 008            | 1963             | Tony Daina fisarmonica solista e ritmi | Caminito/Jalousie                                                                    |
| SPP 009            | 1963             | Tony Daina fisarmonica solista e ritmi | La Cumparsita/A media luz                                                            |
| SPP 010            | 14 maggio 1964   | Tony Daina fisarmonica solista e ritmi | La motocicletta/Sul pavè                                                             |
| SPP 012            | 14 maggio 1964   | Tony Daina fisarmonica solista e ritmi | La doccia/La polca del sud                                                           |
| SPP 013            | 14 maggio 1964   | Tony Daina fisarmonica solista e ritmi | L'eco della valle Tirolese/Il cavaliere della luna                                   |